# Улі улі
Улі улі (гав. ʻUlīʻulī) — гавайський традиційний ударний музичний інструмет.

## Опис
Улі улі виготовляють з порожнього плоду гарбуза. У нього засипають насіння, пісок або дрібні камінці. Ручку роблять з ротанга. Її прикрашає диск з пір'я, що з'єднане шматком тканини капа. За принципом роботи, улі улі схожий на латиноамериканські маракаси.

## Використання
Інструмент використовують танцівники для супроводу гавайського танцю хула. Застосовується у поєднанні з іншим традиційним ударним інструментом — іпу. Традиційно танцівник використовує лише один улі улі, тримаючи його у правій руці. У цей час лівою рукою він виконує різноманітні граційні рухи. Інколи сучасні танцівники хула тримають по одному улі улі в кожній руці, використовуючи для танцю лише рухи ніг. Але такий спосіб танцю зневажається традиційними школами хула.